# Egri FC
Egri FC was een Hongaarse voetbalclub uit de stad Eger.

## Geschiedenis
De club werd in 2005 opgericht als opvolger van clubs uit de stad die teruggaan tot 1907. In 2011 won Egri haar poule in de Nemzeti Bajnokság III en een jaar later de oostelijke groep van de Nemzeti Bajnokság II waardoor de club in het seizoen 2012/13 voor het eerst op het hoogste niveau speelt. De club degradeerde direct weer terug naar de Nemzeti Bajnokság II waarna de club verdween wegens financiële problemen.

### Naamsveranderingen
Egri Dózsa SE (1907)
- 1953: Egri Dózsa
- 1957-1960 club inactief.
- 1960: Honvéd Dobó SE
- 1961: Egri Dózsa

Egri Vasas SE
- 1951: Egri Vasas
- 1960: Bervai Vasas
- 1958: Eger SC
- 1959: Egri Vasas

FC Eger
- 1977: Eger Sportegyesület (SE) (fusie van Egri Dózsa SE, Egri Vasas SE, Egri Volán en Egri Kinizsi SE)
- 1994: Futball Club (FC) Eger

Egri FC
- 2005: Eger FC
- 2010: Egri FC